# Vikingemuseet Aarhus

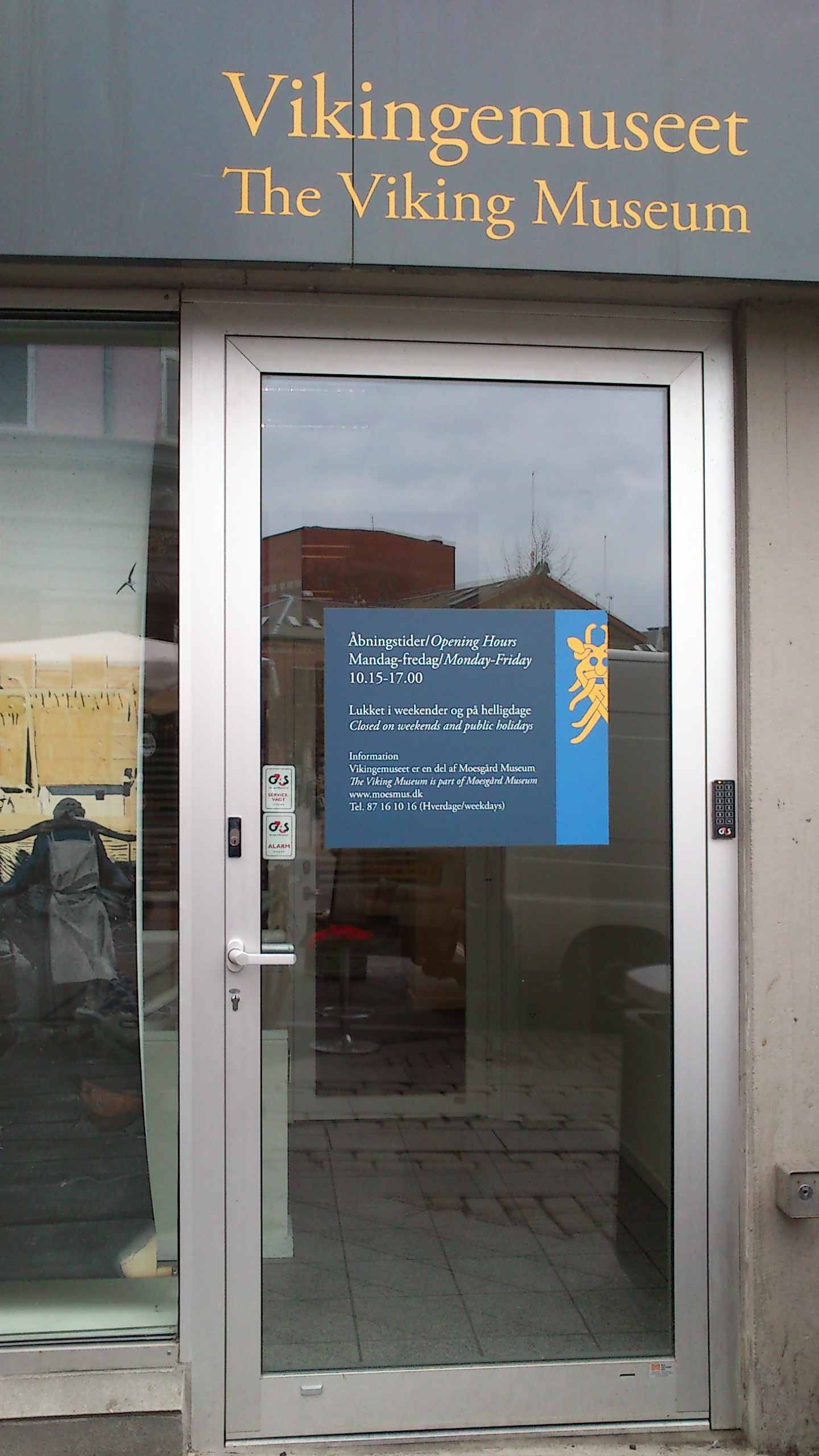

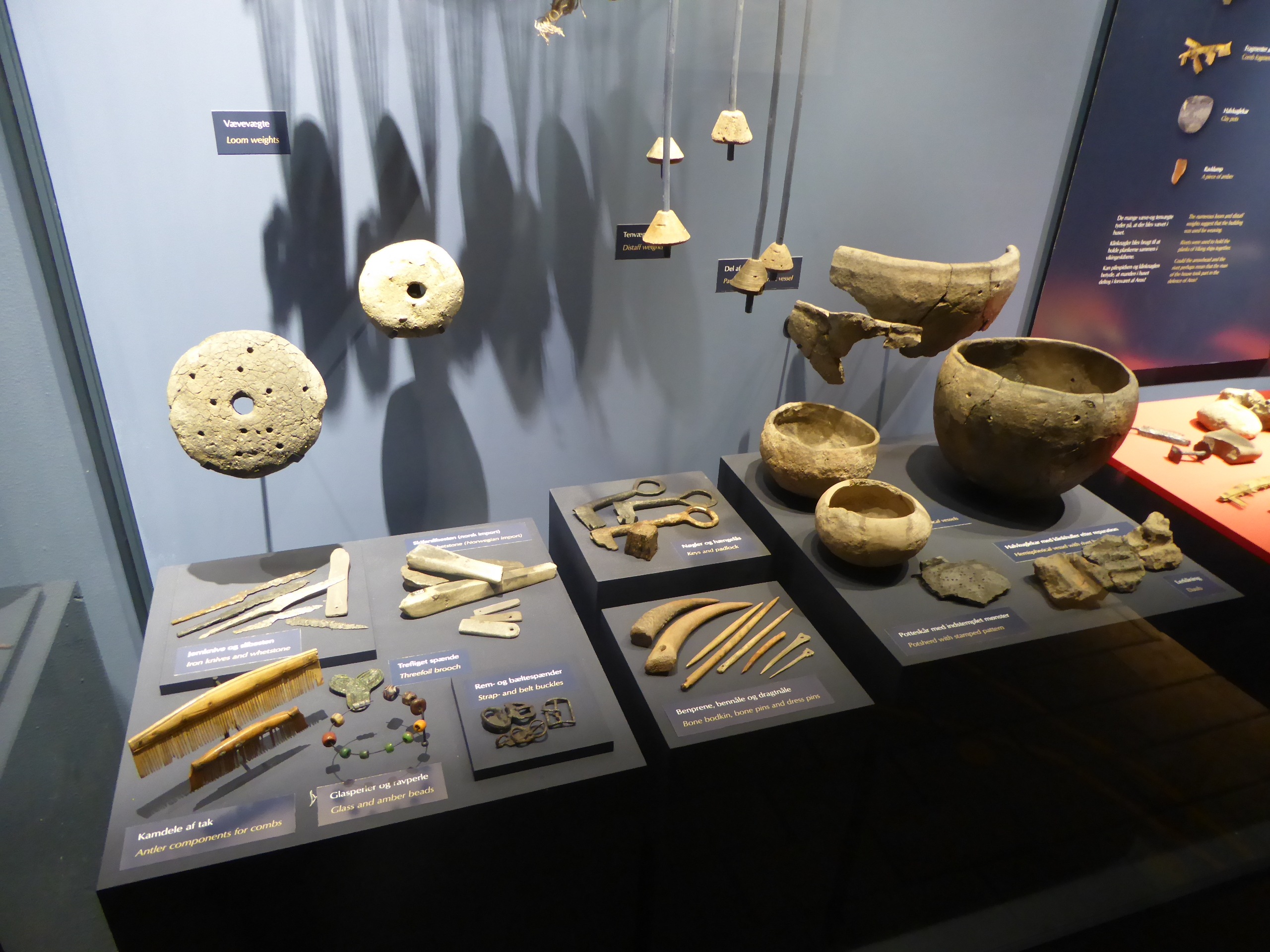

Vikingemuseet Aarhus is een museum over de Vikingen in het Deense Aarhus. Het ondergrondse museum ligt aan het Sankt Clemens Torv en valt onder het Moesgård Museum. Het museum werd geopend in 1968 en werd in 2008 gerenoveerd. Het museum bevindt zich op de plek waar viking-opgravingen werden gehouden en stelt verschillende vikingobjecten tentoon.